# Kai Tak Cruise Terminal

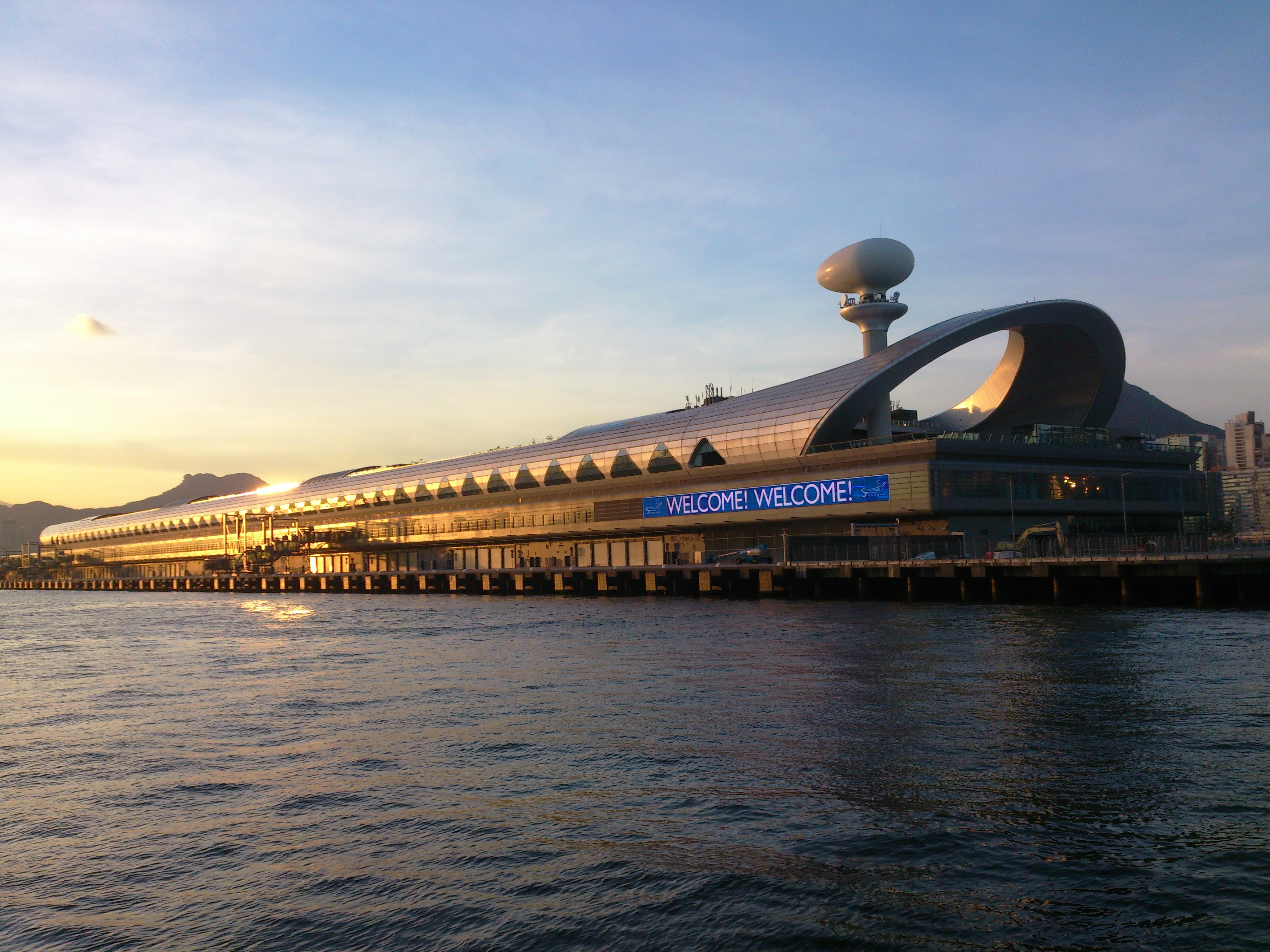
Vista del terminal

Il Kai Tak Cruise Terminal è un terminal per navi da crociera situato presso l'ex pista dell'aeroporto Kai Tak di Hong Kong.
A seguito di un concorso internazionale, lo studio Foster + Partners fu scelto per progettare il terminal. La prima nave attraccò al terminal il 12 giugno 2013. Il terminal può far attraccare due grandi navi lunghe 360 metri, che trasportano un totale di 5 400 passeggeri e 1 200 membri dell'equipaggio.
L'opera, a fronte di una stima iniziale dei costi di 4 miliardi, alla sua ultimazione è costato 7,2 miliardi di dollari.